# Rosa López
Rosa López (ur. 14 stycznia 1981 w Peñuelas) – hiszpańska piosenkarka. Reprezentantka Hiszpanii podczas 47. Konkursu Piosenki Eurowizji (2002).

## Życiorys
Urodziła się we wsi Peñuelas w gminie Láchar w prowincji Grenada jako jedno z czterech dzieci Eduardo Lopeza i Francisci Cortés. Dorastała w Peñuelas razem z trójką braci: Eduardo, Josém Octavio i Francisco Josém.
Karierę wokalną rozpoczęła w wieku 14 lat, śpiewając na przyjęciach weselnych, chrztach, komuniach świętych oraz lokalnych imprezach razem z ojcem i młodszym bratem. W tym samym czasie występowała także razem w kilku orkiestrach, jakiś czas później założyła Trio Roxa.
We wrześniu 2001 wzięła udział w przesłuchaniach do pierwszej edycji programu Operación Triunfo. Zakwalifikowała się do odcinków emitowanych na żywo, do których awansowało 16 z ok. 3900 kandydatów przybyłych na castingi. Była jedną z faworytek telewidzów do wygrania finału, w którym ostatecznie zwyciężyła w marcu 2002 z wynikiem 49,9% głosów telewidzów, zostając tym samym reprezentantką Hiszpanii podczas 47. Konkursu Piosenki Eurowizji. W ostatnim etapie selekcji zaprezentowała trzy utwory: „Un sueño especial” (odrzucony przez komisję jurorską), „Hay que vivir” i „Europe’s Living a Celebration”, z którym wystąpiła na Eurowizji. Tuż po finale selekcji jedna z Akademii Języka Hiszpańskiego zarzuciła wokalistce nadanie hiszpańskojęzycznemu utworu tytułu w języku angielskim. Singiel z odświeżoną wersją utworu „Europe’s Living a Celebration” sprzedał się w 500 tys. egzemplarzach, stając się najchętniej kupowanym singlem w historii w kraju. W międzyczasie wyjechała do Nowego Jorku, by nagrać kilka utworów na debiutancki album pt. Rosa, który wydała 25 kwietnia 2002. Przed finałem Eurowizji była jedną z głównych faworytek do wygrania konkursu. 25 maja wystąpiła w finale, a na scenie towarzyszył jej chórek, w którego skład weszli uczestnicy programu Operación Triunfo: David Bisbal, David Bustamante, Chenoa, Gisela i Geno. Zajęła siódme miejsce. Jej występ obejrzało ok. 14,4 mln telewidzów w Hiszpanii, co dało krajowemu nadawcy 85,2% udział na rynku. W lipcu wyruszyła w trasę koncertową po kraju, podczas której promowała album Rosa. Z powodów zdrowotnych musiała odwołać kilkanaście koncertów zaplanowanych na jesień. Album Rosa odnotował sprzedaż ponad 500 tys. egzemplarzy, dzięki czemu otrzymał certyfikat pięciokrotnej platynowej płyty w Hiszpanii.
Po powrocie na scenę muzyczną w 2003 wydała drugi album studyjny pt. Ahora, który sprzedał się w 500 tys. egzemplarzach, uzyskując status czterokrotnej platynowej płyty w Hiszpanii. Płyta zajęła również pierwsze miejsce w notowaniu najczęściej kupowanych albumów w kraju. Wiosną 2004 rozpoczęła trasę koncertową promującą album. W listopadzie wydała świąteczną płytę pt. Ojalá, na której umieściła 15 bożonarodzeniowych kompozycji. Album dotarł do czwartego miejsca listy najczęściej kupowanych płyt w Hiszpanii oraz uzyskał certyfikat złotej płyty za sprzedaż w ponad 50 tys. egzemplarzach.

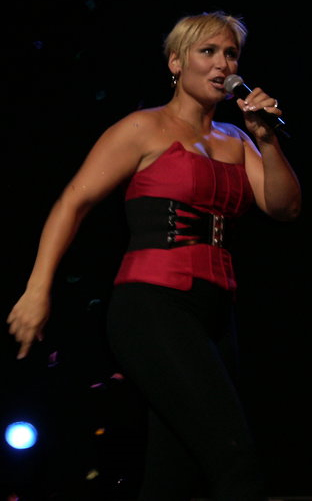
Rosa López podczas koncertu w 2010

W 2005 nawiązała współpracę z zespołem La Blues Band de Granada, z którym nagrała utwór „El protector”, umieszczony na ścieżce dźwiękowej filmu Santiago Segurego Torrente 3: El protector. Pod koniec roku wydała album koncertowy pt. Rosa en concierto na DVD. Pod koniec maja 2006 wydała album pt. Me siento viva, który dotarł do 44. miejsca listy najczęściej kupowanych krążków w kraju i uzyskał status złotej płyty za sprzedaż w ponad 40 tys. kopii. Również w 2006 uczestniczyła w trzeciej edycji programu !Mira quién baila!, ostatecznie zwyciężyła w finale. W grudniu wystąpiła podczas gali 50-lecia Televisión Española, a podczas koncertu zaśpiewała utwór „Como una ola” z repertuaru Rocío Jurado.
Po śmierci ojca na początku 2008 postanowiła przełożyć datę premiery albumu pt.Promesas, który ostatecznie ukazał się w październiku. Album zadebiutował na drugim miejscu listy najczęściej kupowanych płyt w Hiszpanii i uzyskał status złotej płyty za sprzedaż w nakładzie ponad 40 tys. sztuk. W listopadzie 2009 wydała kolejny album, pt. Propiedad de nadie, na który materiał skomponował José Luis Perales. Płyta zadebiutowała na piątym miejscu listy najczęściej kupowanych krążków w Hiszpanii i otrzymała status złotej.
W 2010 wzięła udział w gali poświęconej twórczości Manoli Escaborowi, z którym zaprezentowała jego utwory „Sólo te pido” i „Que viva España”, a także wystąpiła w programie dokumentalnym Volver con... Rosa, podczas którego przybliżyła widzom historię swojej kariery. Ponadto zaśpiewała podczas uroczystości beatyfikacji o. Leopolda. W kolejnych latach pracowała nad materiałem na swój kolejny album, Rosa López, który ukazał się w czerwcu 2012. Wydawnictwo dotarło do pierwszego miejsca notowania iTunes.
W 2013 wydała pierwszy w karierze album kompilacyjny pt. Lo mejor de Rosa. 31 marca 2015 wystąpiła w koncercie jubileuszowym Eurovision Song Contest’s Greatest Hits, przygotowanym przez telewizję BBC z okazji 60-lecia istnienia Konkursu Piosenki Eurowizji. Podczas koncertu zaśpiewała mieszankę kilku hiszpańskich utworów eurowizyjnych, w tym swoją piosenkę „Europe’s Living a Celebration”. W maju była jedną z jurorek wchodzących w skład hiszpańskiej komisji oceniającej uczestników 60. Konkursu Piosenki Eurowizji.

## Dyskografia
Albumy studyjne
- Rosa (2002)
- Ahora (2003)
- Ojalá (2004)
- Me siento viva (2006)
- Promesas (2008)
- Propiedad de nadie (2009)
- Rosa López (2012)
- Kairós (2017)

Albumy kompilacyjne
- Lo mejor de Rosa (2013)

Albumy koncertowe
- Rosa en concierto (2005)